# بقرة سويسرية بنية
البقرة السويسرية البنية سلالة من الأبقار موطنه سويسرا، وهذه السلالة تأتي في المرتبة الثانية من حيث إنتاج الحليب بعد أبقار الهولستين، حيث تنتج البقرة السويسرية البنية الواحدة البالغة ما قد يزيد على 9,000 كغم سنوياً من الحليب. تبلغ نسبة الدسم في حليب هذه الأبقار حوالي 4% ونسبة البروتين حوالي 3.5%، وهذه نسب أعلى من مثيلاتها في أبقار الهولستين، مما يجعل حليبها مفضلاً لإنتاج الأجبان.